# W
W är den tjugotredje bokstaven i det moderna latinska alfabetet. Sedan 2006 års upplaga av SAOL noteras den separat från systerbokstaven V.

## Historia
Bokstaven W är ursprungligen en ligatur (två sammanskrivna tecken) av två V:n. Den började först användas av anglosaxiska skribenter på 600-talet, för att beteckna halvvokalen [w], och upptogs senare i tyskan, där det på den tiden uttalades på samma sätt. U och V var fram till 1500-talet bara skilda stilar för att skriva samma bokstav, vilket är anledningen till att man på engelska kallar "W" för ”double u”.
W används i svensk skrift sedan åtminstone 1717. Bokstaven räknades i den svenska versionen av det latinska alfabetet fram till 2006 som en variant av V, enligt Svenska Akademien. Det innebar bland annat att V och W sorterades tillsammans vid alfabetisk ordning.
Detta ändrades i 2006 års upplaga av Svenska Akademiens ordlista, SAOL, bland annat till följd av bokstavens mer utbredda användning i etablerade lånord som webben, som stundom uttalas såsom på engelska; tyska lånord som stavas med W uttalas dock precis likadant som om de stavades med V. Det finns ett fåtal exempel på minimala ordpar där man i uttal och definition kan skilja på V och W, som tvist och twist.

## Betydelser

### Versalt W
- Länsbokstav för Dalarnas län.
- Kemiskt tecken för grundämnet volfram. Se även periodiska systemet.
- Förkortning för watt, enheten för effekt i Internationella måttenhetssystemet.
- Symbol för den fysikaliska storheten mekaniskt arbete, energi.
- Smeknamn, öknamn och kampanjnamn för USA:s före detta president George W. Bush. Uttalas då vanligen på amerikanskt sydstatsvis (det vill säga Texas) som ”dubya”, eftersom det är vad Bush själv gör.
- En film om den amerikanske presidenten George W Bush av Oliver Stone, se W (film).
- Den statistiska kategorin vinst i baseboll.

### Gement w
- Betecknar i det internationella fonetiska alfabetet en koartikulerad fon, en tonande labialiserad velar approximant.

## Datateknik
I datafiler och -program som använder Unicode lagras W samt förkomponerade bokstäver med W som bas och vissa andra varianter av W med följande kodpunkter:
| Unicode | Liten bokstav |                                      | Unicode          | Stor bokstav |                                        | Används bl.a. i följande språk         |
| ------- | ------------- | ------------------------------------ | ---------------- | ------------ | -------------------------------------- | -------------------------------------- |
| U+0077  | w             | LATIN SMALL LETTER W                 | U+0057           | W            | LATIN CAPITAL LETTER W                 | de flesta där latinskt alfabet används |
| U+02B7  | ʷ             | MODIFIER LETTER SMALL W              |                  |              |                                        |                                        |
| U+1E83  | ẃ             | LATIN SMALL LETTER W WITH ACUTE      | U+1E82           | Ẃ            | LATIN CAPITAL LETTER W WITH ACUTE      |                                        |
| U+1E81  | ẁ             | LATIN SMALL LETTER W WITH GRAVE      | U+1E80           | Ẁ            | LATIN CAPITAL LETTER W WITH GRAVE      |                                        |
| U+0175  | ŵ             | LATIN SMALL LETTER W WITH CIRCUMFLEX | U+0174           | Ŵ            | LATIN CAPITAL LETTER W WITH CIRCUMFLEX | walesiska                              |
| U+1E98  | ẘ             | LATIN SMALL LETTER W WITH RING ABOVE | <U+0057, U+030A> | W̊            |                                        |                                        |
| U+1E85  | ẅ             | LATIN SMALL LETTER W WITH DIAERESIS  | U+1E84           | Ẅ            | LATIN CAPITAL LETTER W WITH DIAERESIS  |                                        |
| U+1E87  | ẇ             | LATIN SMALL LETTER W WITH DOT ABOVE  | U+1E86           | Ẇ            | LATIN CAPITAL LETTER W WITH DOT ABOVE  |                                        |
| U+1E89  | ẉ             | LATIN SMALL LETTER W WITH DOT BELOW  | U+1E88           | Ẉ            | LATIN CAPITAL LETTER W WITH DOT BELOW  |                                        |

I ASCII-baserade kodningar lagras W med värdet 0x57 (hexadecimalt) och w med värdet 0x77 (hexadecimalt). I EBCDIC-baserade kodningar lagras W med värdet 0xE6 (hexadecimalt) och w med värdet 0xA6 (hexadecimalt). Övriga varianter av W lagras med olika värden beroende på vilken kodning som används, om de alls kan representeras.